# Bríncola
Bríncola (en euskera y oficialmente, Brinkola) es un barrio situado en el municipio guipuzcoano de Legazpia, unos 2 kilómetros al sur del núcleo urbano. 
Tiene 143 habitantes y es especialmente importante por la presencia de la estación de tren. En 1864 se construyó la estación de tren a petición del municipio de Oñate y es que está más cerca de Oñate que de Legazpia. Por ello, durante mucho tiempo el nombre de la estación fue Bríncola-Oñate. 

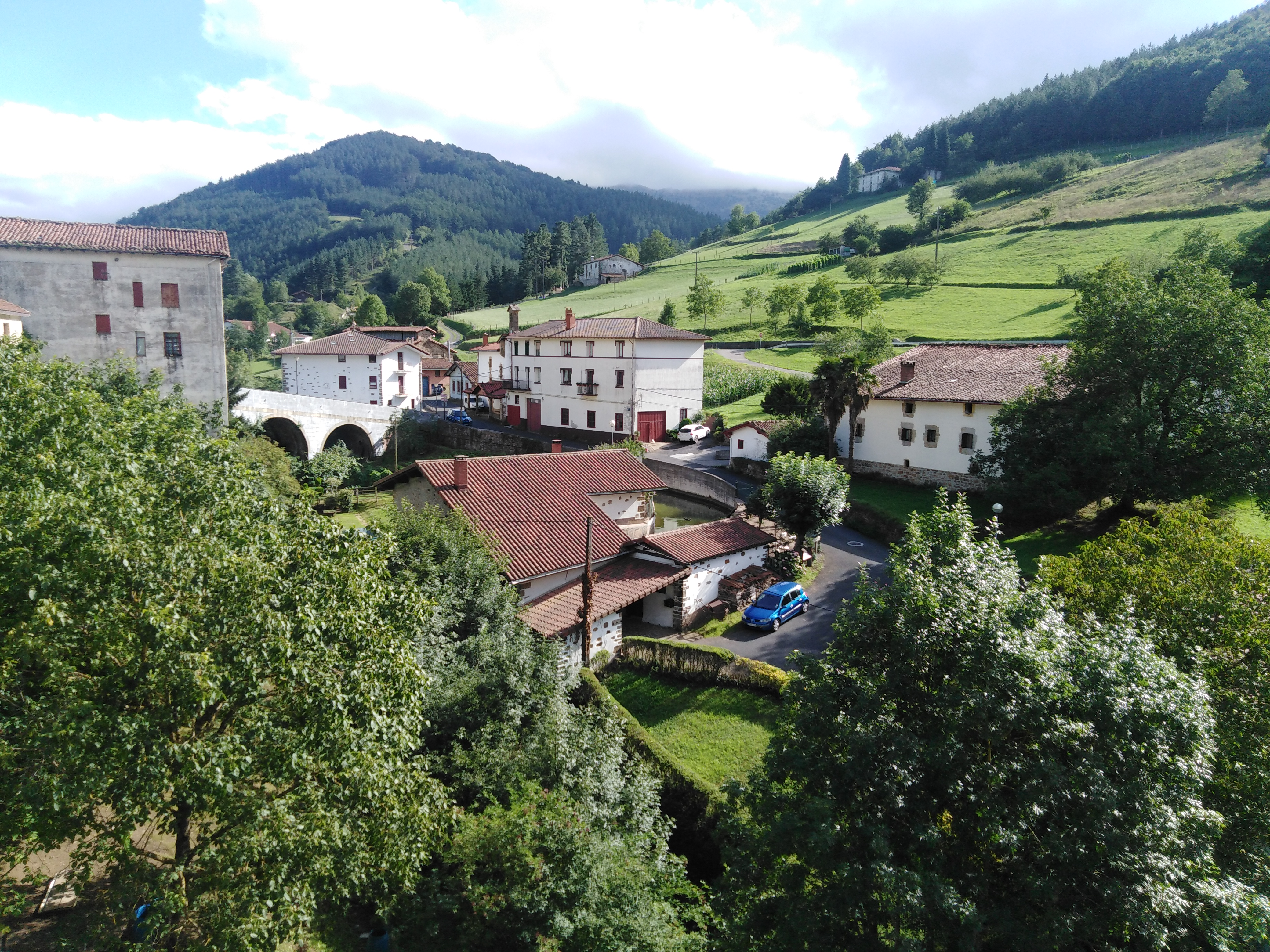
Panorámica de la localidad

En la localidad se encuentra el embalse de Barrendiola, que abastece de agua a Legazpia, Villarreal de Urrechua y Zumárraga.